# Ronde van Frankrijk 2014/Dertiende etappe
De dertiende etappe van de Ronde van Frankrijk 2014 werd verreden op vrijdag 18 juli 2014 en ging van Saint-Étienne naar  Chamrousse over een afstand van 197,5 kilometer.

## Parcours
Het was een bergrit met drie beklimmingen, waarvan een slotklim van de buitencategorie. De etappe had een tussensprint op 169,5 km bij Saint-Martin-d'Hères.

## Verloop
Voor de start van de etappe werden de slachtoffers van Malaysia Airlines-vlucht 17 herdacht met een minuut stilte. Na een onrustig begin met veel uitlooppogingen ontstond een topgroep bestaande uit Giovanni Visconti, Alessandro De Marchi, Blel Kadri, Tom Dumoulin, Kristijan Đurasek en Daniel Oss. Dumoulin viel terug door een lekke band, en Bartosz Huzarski en Brice Feillu, later ook Jan Bakelants en Rudy Molard, sloten nog aan, zodat er een groep van 9 man vooruit was. Katjoesja leidde de achtervolging in het peloton.
Bij het begin van de beklimming van de Col de Palaquit was de voorsprong van de groep gekrompen tot ruim 1 minuut. Oss viel aan, en de groep viel uiteen. De Marchi, Kadri, Bakelants en Molard vormden uiteindelijk een nieuwe kopgroep. Kadri zette door, en loste De Marchi en daarna Molard. De Marchi kwam weer terug bij Kadri en Bakelants, en haalde ze in. Team Europcar leidde aanvankelijk het peloton. Tony Gallopin, Thomas Voeckler en Michał Kwiatkowski moesten al vroeg lossen, maar de rijders vooraan wisten uit te lopen op het peloton. Luis Ángel Maté viel aan vanuit het peloton. Kadri moest Bakelants laten gaan, werd ook door Maté ingehaald, en zakte uiteindelijk door het peloton heen. De Marchi ging solo verder en bereikte als eerste de top van de Col de Palaquit voor Bakelants en Maté.
Jakob Fuglsang viel in de afdaling. Beneden, kort voor de tussensprint, werd Maté teruggehaald door het peloton.
Al snel in de beklimming van de Montée de Chamrousse loste een groot aantal rijders uit het restant van het peloton door tempo rijden van Team Movistar. Op het moment dat Bakelants werd bijgehaald, waren er nog minder dan 30 man over, toen De Marchi werd bijgehaald waren het er nog circa 20. Behalve Fuglsang was de hele top van het klassement daarbij. Richie Porte was de eerste van deze die moest lossen, op het moment dat Tanel Kangert nog de groep aanvoerde voor Vincenzo Nibali. Thibaut Pinot viel aan, Valverde en Nibali volgden, gevolgd door de meeste andere rijders in de groep.
Leopold König ontsnapte, en kreeg Rafał Majka mee. Laurens ten Dam sprong achter hen aan. Alejandro Valverde was de volgende die aanviel, en Nibali en Pinot waren de enigen die direct konden volgen. Ze raapten Ten Dam op. Romain Bardet leidde de achtervolging, ook Jurgen Van den Broeck werkte mee. Later kwam een aanval van Nibali, die wegreed bij Valverde en Pinot, waarna Ten Dam moest passen, en haalde König en Majka bij. Bardet reed weg van de achtervolgende groep, maar werd door Tejay van Garderen en Van Den Broeck weer teruggehaald. Bardet en Van Garderen gingen reden samen weg. Fränk Schleck en Jérôme Pineau volgden, en lieten Van Den Broeck, Mollema en Zubeldia als restant van de groep achter. Nibali reed weg bij zijn medekoplopers, en won de etappe met een kleine voorsprong.
Janier Acevedo, Daniel Navarro en Arthur Vichot stapten deze etappe af.

### Tussensprint
| Tussensprint Saint-Martin-d'Hères na 169,5 km |                       |        |
| Plaats                                        | Naam                  | Punten |
| Winnaar                                       | Alessandro De Marchi  | 20     |
| 2                                             | Jan Bakelants         | 17     |
| 3                                             | Greg Van Avermaet     | 15     |
| 4                                             | Jérémy Roy            | 13     |
| 5                                             | Arnold Jeannesson     | 11     |
| 6                                             | Thibaut Pinot         | 10     |
| 7                                             | José Joaquin Rojas    | 9      |
| 8                                             | Lieuwe Westra         | 8      |
| 9                                             | Tanel Kangert         | 7      |
| 10                                            | Mikaël Cherel         | 6      |
| 11                                            | Jurgen Van den Broeck | 5      |
| 12                                            | Adam Hansen           | 4      |
| 13                                            | Pierre Rolland        | 3      |
| 14                                            | Vincenzo Nibali       | 2      |
| 15                                            | Richie Porte          | 1      |

### Bergsprint
| Beklimming Col de la Croix de Montvieux na 24 km | Beklimming Col de la Croix de Montvieux na 24 km | Beklimming Col de la Croix de Montvieux na 24 km | 3e cat. 8,0 km à 4,1 % | 3e cat. 8,0 km à 4,1 % |
| Plaats                                           | Naam                                             | Naam                                             | Punten                 |                        |
| Winnaar                                          | Giovanni Visconti                                | Giovanni Visconti                                | 2                      |                        |
| 2                                                | Blel Kadri                                       | Blel Kadri                                       | 1                      |                        |

| Beklimming Col de Palaquit na 152 km | Beklimming Col de Palaquit na 152 km | Beklimming Col de Palaquit na 152 km | 1e cat. 14,1 km à 3,1 % | 1e cat. 14,1 km à 3,1 % |
| Plaats                               | Naam                                 | Naam                                 | Punten                  |                         |
| Winnaar                              | Alessandro De Marchi                 | Alessandro De Marchi                 | 10                      |                         |
| 2                                    | Jan Bakelants                        | Jan Bakelants                        | 8                       |                         |
| 3                                    | Luis Ángel Maté                      | Luis Ángel Maté                      | 6                       |                         |
| 4                                    | Jérôme Pineau                        | Jérôme Pineau                        | 4                       |                         |
| 5                                    | Joaquim Rodríguez                    | Joaquim Rodríguez                    | 2                       |                         |
| 6                                    | Thibaut Pinot                        | Thibaut Pinot                        | 1                       |                         |

| Beklimming Montée de Chamrousse na 197,5 km | Beklimming Montée de Chamrousse na 197,5 km | Beklimming Montée de Chamrousse na 197,5 km | HC cat. 18,2 km à 7,3 % | HC cat. 18,2 km à 7,3 % |
| Plaats                                      | Naam                                        | Naam                                        | Punten                  |                         |
| Winnaar                                     | Vincenzo Nibali                             | Vincenzo Nibali                             | 50                      |                         |
| 2                                           | Rafał Majka                                 | Rafał Majka                                 | 40                      |                         |
| 3                                           | Leopold König                               | Leopold König                               | 32                      |                         |
| 4                                           | Alejandro Valverde                          | Alejandro Valverde                          | 28                      |                         |
| 5                                           | Thibaut Pinot                               | Thibaut Pinot                               | 24                      |                         |
| 6                                           | Tejay van Garderen                          | Tejay van Garderen                          | 20                      |                         |
| 7                                           | Romain Bardet                               | Romain Bardet                               | 16                      |                         |
| 8                                           | Laurens ten Dam                             | Laurens ten Dam                             | 12                      |                         |
| 9                                           | Jean-Christophe Péraud                      | Jean-Christophe Péraud                      | 8                       |                         |
| 10                                          | Fränk Schleck                               | Fränk Schleck                               | 4                       |                         |

## Uitslagen
| Rituitslag Saint-Étienne - Chamrousse (197,5 km) |                        |                     |          |
| Plaats                                           | Naam                   | Ploeg               | Tijd     |
| Winnaar                                          | Vincenzo Nibali        | Astana Pro Team     | 5u12'29" |
| 2                                                | Rafał Majka            | Tinkoff-Saxo        | +10"     |
| 3                                                | Leopold König          | NetApp-Endura       | +11"     |
| 4                                                | Alejandro Valverde     | Team Movistar       | +50"     |
| 5                                                | Thibaut Pinot          | FDJ.fr              | +53"     |
| 6                                                | Tejay van Garderen     | BMC Racing Team     | +1'23"   |
| 7                                                | Romain Bardet          | AG2R La Mondiale    | z.t.     |
| 8                                                | Laurens ten Dam        | Belkin Pro Cycling  | +1'36"   |
| 9                                                | Jean-Christophe Péraud | AG2R La Mondiale    | +2'09"   |
| 10                                               | Fränk Schleck          | Trek Factory Racing | z.t.     |
|                                                  |                        |                     |          |
| 12                                               | Jurgen Van den Broeck  | Lotto-Belisol       | z.t.     |

| Strijdlustigste renner |                      |            |
|                        | Naam                 | Ploeg      |
|                        | Alessandro De Marchi | Cannondale |

## Klassementen
| Algemeen Klassement |                        |                    |           |
| Plaats              | Naam                   | Ploeg              | Tijd      |
| Gele trui           | Vincenzo Nibali        | Astana             | 56u44'03" |
| 2                   | Alejandro Valverde     | Team Movistar      | + 3'37"   |
| 3                   | Romain Bardet          | AG2R La Mondiale   | + 4'24"   |
| 4                   | Thibaut Pinot          | FDJ.fr             | + 4'40"   |
| 5                   | Tejay van Garderen     | BMC Racing Team    | + 5'19"   |
| 6                   | Jean-Christophe Péraud | AG2R La Mondiale   | + 6'06"   |
| 7                   | Bauke Mollema          | Belkin Pro Cycling | + 6'17"   |
| 8                   | Jurgen Van den Broeck  | Lotto-Belisol      | + 6'27"   |
| 9                   | Rui Costa              | Lampre-Merida      | + 8'35"   |
| 10                  | Leopold König          | NetApp-Endura      | + 8'36"   |

| Ploegenklassement |                         |            |
| Plaats            | Ploeg                   | Tijd       |
|                   | AG2R La Mondiale        | 170u27'17" |
| 2                 | Belkin                  | + 9'27"    |
| 3                 | Team Sky                | + 23'46"   |
| 4                 | Astana                  | + 29'20"   |
| 5                 | BMC Racing Team         | + 33'31"   |
| 6                 | Team Movistar           | + 45'25"   |
| 7                 | Team Europcar           | + 55'33"   |
| 8                 | Omega Pharma-Quick-Step | +1u00'15"  |
| 9                 | Lampre-Merida           | +1u00'40"  |
| 10                | Trek Factory Racing     | +1u02'14"  |

## Nevenklassementen
| Puntenklassement |                    |                 |        |
| Plaats           | Naam               | Ploeg           | Punten |
| Groene trui      | Peter Sagan        | Cannondale      | 341    |
| 2                | Bryan Coquard      | Europcar        | 191    |
| 3                | Alexander Kristoff | Katjoesja       | 172    |
|                  |                    |                 |        |
| 8                | Greg Van Avermaet  | BMC Racing Team | 115    |
| 18               | Lieuwe Westra      | Astana          | 56     |

| Bergklassement |                   |                         |        |
| Plaats         | Naam              | Ploeg                   | Punten |
| Bolletjestrui  | Vincenzo Nibali   | Astana                  | 70     |
| 2              | Joaquim Rodríguez | Team Katjoesja          | 53     |
| 3              | Thibaut Pinot     | FDJ.fr                  | 41     |
|                |                   |                         |        |
| 15             | Laurens ten Dam   | Belkin                  | 12     |
| 20             | Jan Bakelants     | Omega Pharma-Quick-Step | 9      |

| Jongerenklassement |                    |                         |           |
| Plaats             | Naam               | Ploeg                   | Tijd      |
| Witte trui         | Romain Bardet      | AG2R La Mondiale        | 56u48'27" |
| 2                  | Thibaut Pinot      | FDJ.fr                  | + 16"     |
| 3                  | Michał Kwiatkowski | Omega Pharma-Quick-Step | + 4'27"   |
|                    |                    |                         |           |
| 4                  | Tom Dumoulin       | Argos-Shimano           | + 37'50"  |